# Л1839ВМ1
Микросхема Л1839ВМ1 — однокристальный 32-разрядный микропроцессор, изготовленный по КМОП-технологии с проектными нормами 3 мкм, с двойной металлизацией. Микросхема Л1839ВМ1 предназначена для выполнения в составе ЭВМ, построенных на базе микропроцессорного комплекта Л1839, функций центрального процессора.
Микропроцессор имеет 16 32-разрядных регистров общего назначения и 32-разрядную двухнаправленную шину «Адреса/данные». Микропрограммное управление в микросхеме осуществляется с помощью внешнего ПЗУ микрокоманд.
Микропроцессор выполняет 307 команд и имеет 32 уровня приоритета прерывания. Система команд программно совместима с системой команд ЭВМ комплекта VAX-11 фирмы DEC. Кристалл содержит 150 тысяч интегральных элементов.

## Параметры
Электрические параметры:
- напряжение питания номинальное: 5 В.
- ток потребления: 8-10 мА.
- частота следования импульсов тактовых сигналов: 10 МГц.
- время выполнения операции «Сложение» при регистровом методе адресации: 200 нс.
- температурный диапазон эксплуатации: −60 до +85 С°.

## Структура
Микропроцессор Л1839ВМ1 имеет следующие функциональные узлы:
- дешифратор команд (ДШК);
- операционный блок (ОБ);
- блок приёма микрокоманд (БПМК);
- интерфейсный блок (ИБ);
- диспетчер памяти (ДП);
- блок прерываний (БПР);
- блок синхронизации.

Блоки ДШК, ОБ и ДП связаны с внутренней 32-разрядной шиной микропроцессора, по которой они могут обмениваться данными как между собой, так и с внешней шиной. Внутренняя шина связана с внешней шиной элементами ввода-вывода, которые управляют ИБ. По этой шине передаются адреса, данные и команды.

## Исполнение
Микропроцессор Л1839ВМ1 в настоящее время выпускается в металло-керамическом, штырьковом корпусе типа 6111.132-3.
Микросхема Л1839ВМ1, также как и другие микросхемы комплекта Л1839, выпускается с приёмкой «5» (приёмка заказчика). Также Л1839ВМ1 может использоваться при построении ряда ЭВМ и аппаратуры специального назначения.